# Edward Richard Stewart
Pour les articles homonymes, voir Stewart.
Edward Richard Stewart (5 mai 1782 - 27 août 1851) est un député écoassais au Parlement du Royaume-Uni et un commissaire du Conseil d'Avitaillement de 1809 à 1813 et Payeur et inspecteur général de la marine de 1812 à 1813.

## Biographie
Edward Richard Stewart est le cinquième fils de John Stewart (7e comte de Galloway) et de sa deuxième épouse, Anne Dashwood, fille de James Dashwood, deuxième baronnet. Il fait ses études à Charterhouse . Il épouse Katherine Charteris, fille de Francis Charteris (Lord Elcho). Une de ses filles, Jane Francis Clinton Stewart, épouse son cousin germain, George Spencer-Churchill (6e duc de Marlborough), fils de George Spencer-Churchill (5e duc de Marlborough) et Susan Stewart.
Il représente Wigtown Burghs de 1806 à 1809. Il est nommé commissaire de la commission d'avitaillement de 1809 à 1813, ainsi que payeur et inspecteur général de la Marine de 1812 à 1813.